# Evergestis fulgura
Evergestis fulgura là một loài bướm đêm trong họ Crambidae.